# 舊馬亞奇卡
舊馬亞奇卡（烏克蘭語：Стара Маячка），是烏克蘭南部赫爾松州赫尔松区尤维莱内市镇内的村落。面積47.1平方公里，海拔高度14米，2001年人口656，人口密度每平方公里14人。